# Замок Раабс-ан-дер-Тая (Нижня Австрія)
Замок Раабс ан дер Тая розміщений над однойменним містом округу Вайдгофен-ан-дер-Тая регіону Вальдфіртель землі Нижня Австрія неподалік місця злиття річок Німецька і Моравська Тая. Згідно «Богемських хронік» Козьми Празького згадується 1100 «Gotfridi admissus in castrum Racouz» та 1174/76 «silva Rogacz», на основі чого дослідники зробили припущення що чеська і словацька назва Австрії «Rakousy», «Rakousko» походить від нпзви замку, міста та означає «земля за Раабс».

## Історія

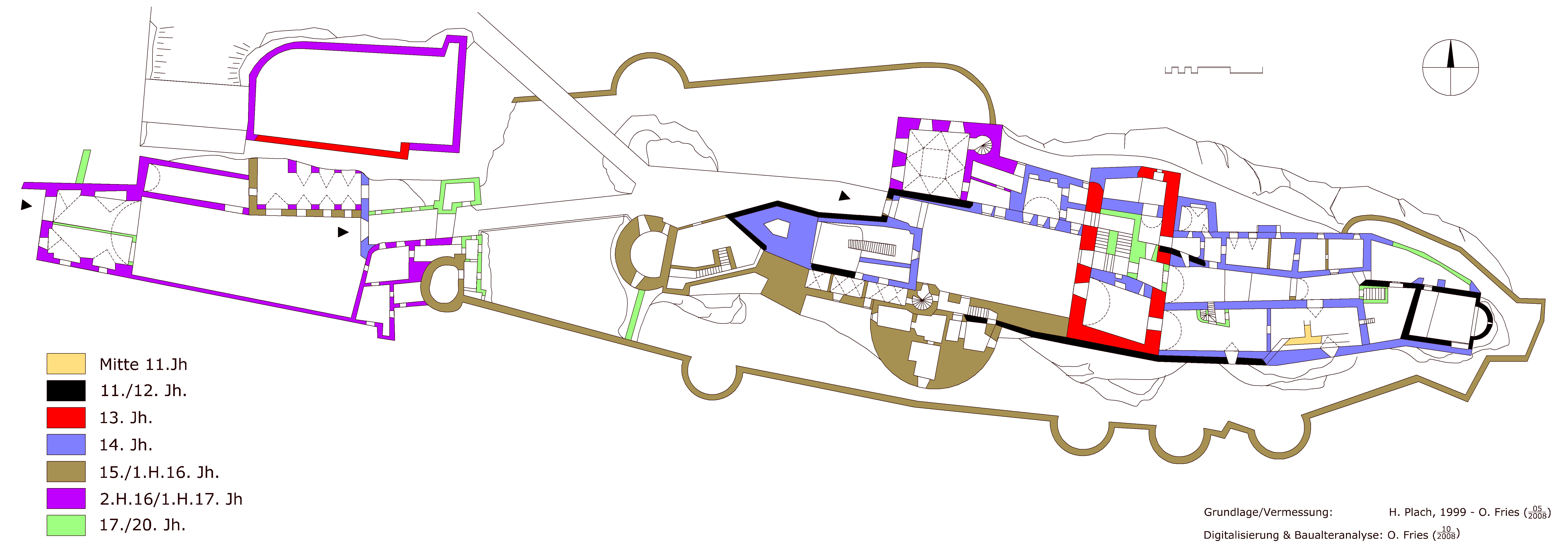
Замок Раабс ан дер Тая. Схема

Син маркграфа Адальберта захопив 1082 прикордонний замок, яким міг бути Раабс ан дер Тая. Бургграф Нюрнбергу Готтфрід ІІ фон Раабс приймав у своєму замку Пржемисловича князя Літольда із Зноймо (бл. 1093). Після смерті останнього графа фон Раабс Конрада ІІ 1192 графство, місто, замок були поділені поміж його доньками. Наступні власники змінювались доволі часто, поки герцог Австрії Пржемисл Отакар II 1252 не передав графство графам фон Плайн. Після нових поділів графство і замок 1297 стали леном герцогів Австрії. Вони дістались 1385 графам фон Пухгайм, які у XVI ст. перейняли замок від герцогів та здійснили більшість перебудов замку-фортеці Раабс ан дер Тая. Франц Антон фон Пухгайм продав 1702 замок, який знову став змінювати власників. Після війни через сімейну драму фінансовий стан власників замку погіршився і 1932 його продали на аукціоні. Велику реконструкцію замку провели 1970 року. Сьогодні він належить видавцеві Річарду Пілсу. Центральна частина замку без форбургу має 107 м довжини і 37 ширини, а розмір плато, на якому він розміщений 200 на 40 м у замку поєднані риси стилів від романських до ренесансних.

### Легенда про кохання

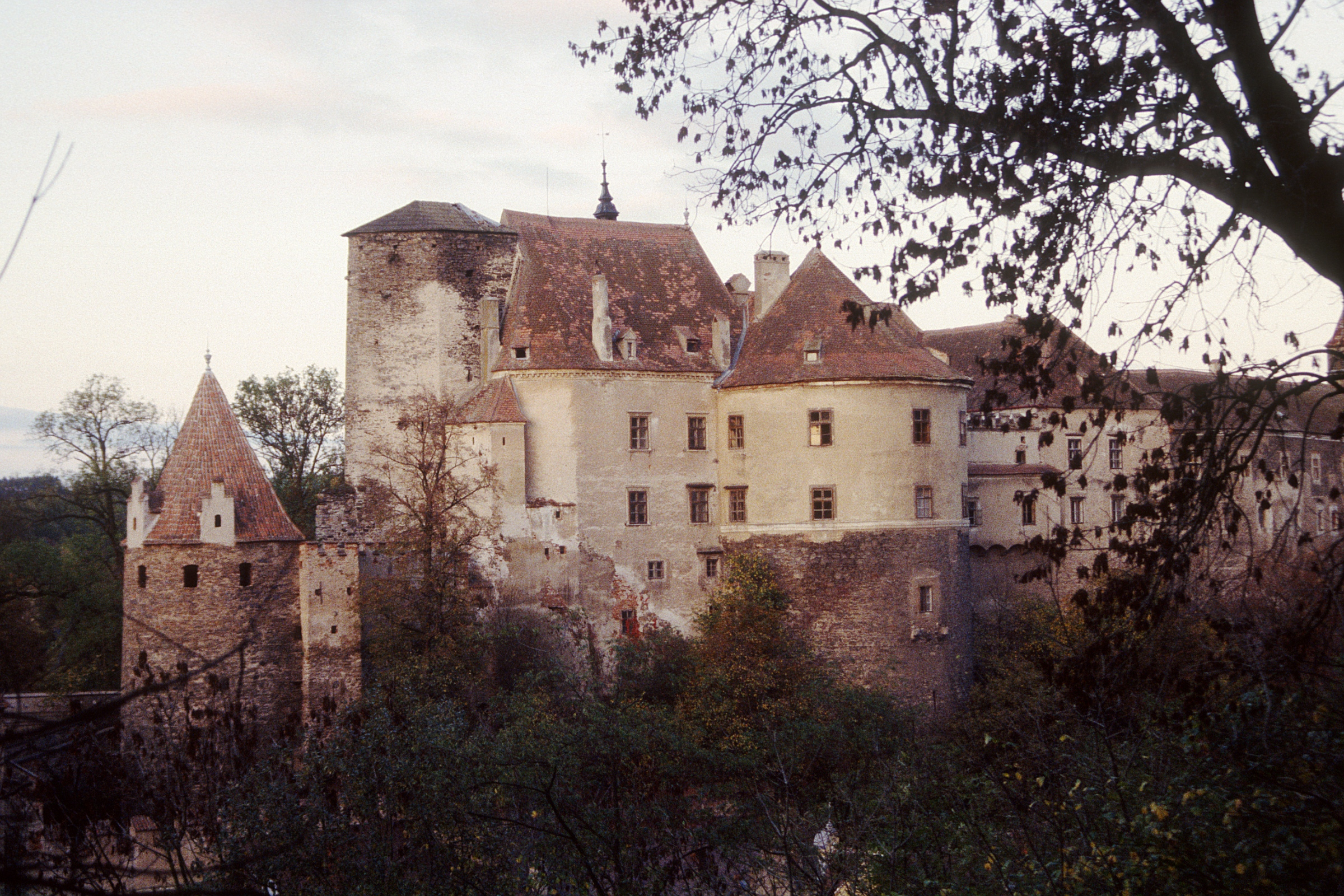
Замок Раабс ан дер Тая

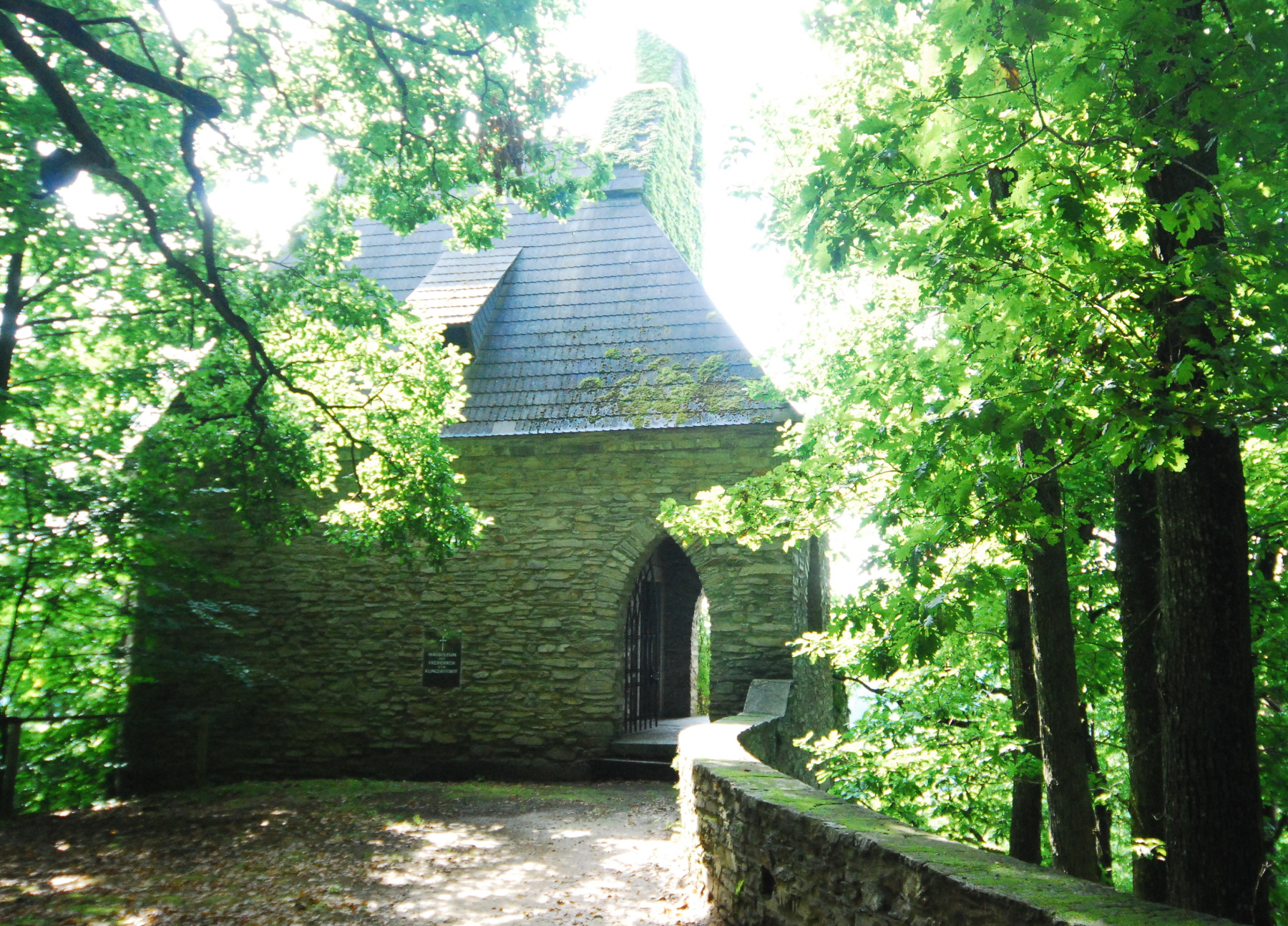
Мавзолей Клінгерів

На початку ХХ ст. замок належав текстильному магнату барону Гуґо Клінгер фон Клінгершторф. За порадою лікарів він відправив свою дружину графиню Сибіллу фон Шпігельфельдт до італійського Мерано. Там вона познайомилась з емігрантом, тапер князь Кирил Орлов, що був на 10 років молодшим. У них зав'язався бурхливий роман. Графиня вирішила залишитись при чоловікові, який про все дізнався. Орлов писав листи, погрожуючи самогубством. Вони зустрілась у Відні. Орлов таємно прийшов до замку Раббе, де Сибілла сховала його у кімнатах. Вранці 2 червня 1926 барон і Орлов зустрілись у лісі біля замку. Через деякий час фермер знайшов пораненого барона і привіз до замку. Таксист, який привіз Орлова з відня і чекав його на краю лісу, привіз пораненого князя до жандармерії. Обидвох помістили у шпиталі Вайдгофен. Наступного дня жандарми приїхали до замку, а графиня вийшла до іншої кімнати і застрелилась. Орлов помер від поранення 14 червня. Барон Гуґо Клінгер побудував дружині мавзолей, де похоронили його 1941 поруч з дружиною, згодом дітей (Марія Магдалина 1918—1964; Губерт 1920—1998; Альбертина 1921 -?)

## Джерела

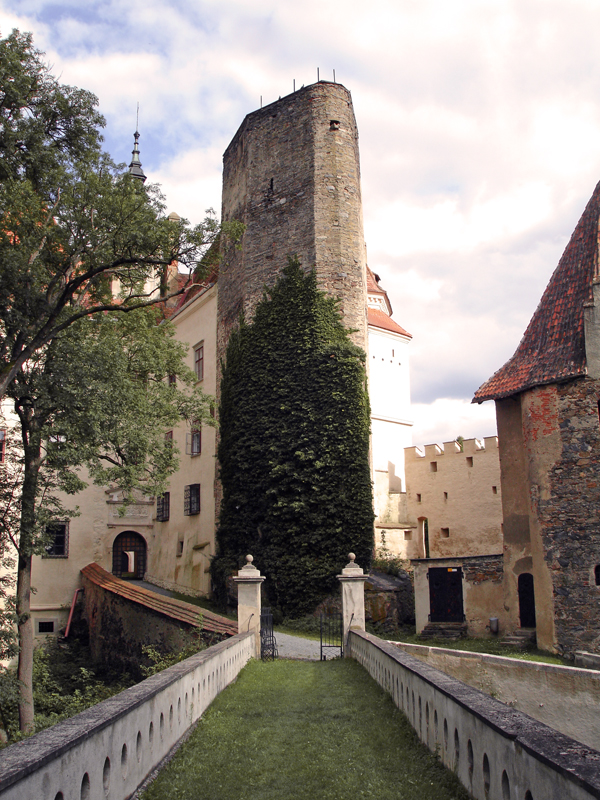
Замковий двір